# Palazzo dell'ex Monte di Pietà
Il palazzo dell'ex Monte di Pietà è un edificio settecentesco situato a San Felice sul Panaro, in provincia di Modena. Si trova a fianco del Palazzo della sede storica della Banca popolare.

## Storia
Il Monte di Pietà venne istituito a San Felice sul Panaro a seguito di una delibera del consiglio comale del 1560, che venne autorizzata nel 1585 dal duca di Modena Alfonso II d'Este, che ne approvò i capitoli. Contrariamente ad altri istituti analoghi presenti del Ducato Estense, il Monte di Pietà di San Felice non portò alla chiusura dei banchi di prestito della comunità ebraica locale.
L'iniziale patrimonio dell'istituto di credito fu costituito dai caposoldi annuali e, in seguito, introitò i proventi delle multe comminate ai bestemmiatori, gli usufrutti delle fosse della rocca estense e le elemosine raccolte durante la Pasqua, la Natività della Vergine Maria, nel giorno di Ognissanti e a Natale.
Il Monte di pietà era governato da una Congregazione, di cui facevano parte "il Signore Podestà, monsignore Arciprete e il Reverendo Padre Guardiano di San Bernardino, il signor medico e il magnifico Massaro del Comune, i Signori Provveditori, il magnifico Sindico". Peraltro, l'ordinaria amministrazione era gestita da due conservatori e dal massaro, che erano eletti annualmente nel giorno dell'Epifania.
Il Monte di Pietà concedeva prestiti a pegno, per somme non eccedenti ai due terzi del valore degli oggetti preziosi depositati presso l'istituto oppure metà del valore dei beni comuni. Non potevano essere concessi prestiti a "persone di malavita [...] come giuocatori, bestemmiatori, lussuriosi et a donne similmente di cattiva vita, opinione et fama".
Nel 1623 si verificò un grave scandalo, a seguito della fuga del massaro con tutti i beni dell'istituto, che dovette essere temporaneamente chiuso: il duca Cesare d'Este dovette allora reintegrare le finanze del Monte di Pietà, salvo poi rivalersi sul fratello e sullo zio del massaro scomparso. Il Monte di pietà fu riaperto nel 1631, ma dopo appena un anno fu di nuovo rapinato dal nuovo massaro.
Nel 1744, a seguito di malagestione, venne approvato un nuovo regolamento, in cui venivano stabilite chiaramente tutti i compiti e le operazioni che gli amministratori dovevano compiere, introducendo anche norme stringenti per la tenuta dei registri contabili.
Nel 1775, visto l'aumento degli affari, la Congregazione di carità di San Felice decise di far costruire l'attuale edificio per ospitare il Dazio e il Monte di Pietà, che ridenominato Monte di Credito su Pegno vi ebbe sede fino al 1973, e in seguito venne inglobato nella Cassa di risparmio di Mirandola.
Il palazzo fu in seguito sede dalla Banca popolare di San Felice sul Panaro, fondata il 19 febbraio 1893 da Emilio Tosatti. e oggi denominata Sanfelice 1893 Banca Popolare, al cui interno sono presenti sale di rappresentanza, gli uffici della presidenza e del consiglio di amministrazione.
A differenza dell'adiacente edificio che ospita la sede della Banca, l'antico palazzo del Monte di Pietà non ha subito danni significativi a causa del terremoto dell'Emilia del 2012.

## Architettura

Il palazzo della sede storica della Banca Popolare

Il palazzo si sviluppa su quattro piani (inclusi i sotterranei) ed è decorato da soffitti riccamente affrescati, riproduzioni di cartoline degli inizi del XX secolo ad ogni piano, mobili e dipinti d'epoca.
La facciata è caratterizzata da un portico su cui si trova una pregevole meridiana realizzata da Antonio Costa e un affresco del 1777 raffigurante la Deposizione del pittore veneziano Giacomo Moretti, copia di un dipinto possedeto dalla Congregazione di carità di San Felice. L'affresco venne ritoccato da Fermo Forti nella seconda metà del XIX secolo.
Nel piano interrato è presente una sala con volti a botte, in cui è presente una mostra permanente del Salame di San Felice, prodotto agroalimentare tradizionale dell'Emilia-Romagna.
Alla destra dell'edificio si trova l'oratorio di Santa Croce, costruito nel 1725, mentre a sinistra vi è il palazzo della sede storica della Banca Popolare.